# Nights on Broadway
Singles de Bee Gees
Jive Talkin'
(1975) Fanny (Be Tender with My Love)
(1976)
Nights on Broadway est une chanson du groupe australo-britannique Bee Gees, parue sur l'album Main Course. Elle est sortie en septembre 1975 comme deuxième single de l'album. C'est la première chanson des Bee Gees dans laquelle Barry Gibb chante en fausset.

## Liste des titres
Toutes les chansons sont écrites et composées par Barry Gibb, Robin Gibb et Maurice Gibb.
| A. | Nights on Broadway   | 4:26 |
| B. | Edge of the Universe | 5:21 |

## Crédits
Crédits provenant des notes de l'album Main Course.
- Barry Gibb – chant, guitare
- Robin Gibb – chant
- Maurice Gibb – chant, guitare basse
- Alan Kendall – guitare
- Dennis Bryon (en) – batterie
- Blue Weaver – claviers
- Arif Mardin – producteur

## Classements et certifications
| Classement (1975–1976)                 | Meilleure position |
| -------------------------------------- | ------------------ |
| Allemagne de l'Ouest (Media Control)   | 17                 |
| Australie (Kent Music Report)          | 67                 |
| Belgique (Flandre Ultratop 50 Singles) | 15                 |
| Canada (Top Singles)                   | 2                  |
| États-Unis (Hot 100)                   | 7                  |
| États-Unis (Adult Contemporary)        | 7                  |
| États-Unis (Cash Box Top 100)          | 4                  |
| États-Unis (Record World)              | 7                  |
| Israël (IBA)                           | 1                  |
| Nouvelle-Zélande (RMNZ)                | 14                 |
| Pays-Bas (Nederlandse Top 40)          | 8                  |
| Pays-Bas (Nationale Hitparade)         | 8                  |

| Classement (1975)              | Position |
| ------------------------------ | -------- |
| Canada (RPM Top Singles)       | 35       |
| États-Unis (Cash Box Top 100)  | 58       |
| Pays-Bas (Nationale Hitparade) | 92       |

| Région                                | Certification | Ventes/Streams |
| ------------------------------------- | ------------- | -------------- |
| Canada (Music Canada)                 | Or            | 100 000^       |
| ^Mise en rayon selon la certification |               |                |

## Version de Candi Station
Singles de Candi Staton
A Dreamer Of A Dream
(1977) Listen to the Music
(1977)
Une reprise de Nights on Broadway est enregistrée par la chanteuse américaine Candi Staton sur son album Music Speaks Louder Than Words (1977). Elle est sortie en single en mai 1977.
Cette version atteint notamment la 6e place des hit-parades au Royaume-Uni et la 4e place en Irlande,. Elle est également certifiée disque d'or au Royaume-Uni.

### Classements hebdomadaires
| Classement (1977)              | Meilleure position |
| ------------------------------ | ------------------ |
| États-Unis (Hot 100)           | 102                |
| États-Unis (Hot Soul Singles)  | 16                 |
| Irlande (IRMA)                 | 4                  |
| Royaume-Uni (UK Singles Chart) | 6                  |

### Certifications
| Région                                | Certification | Ventes/Streams |
| ------------------------------------- | ------------- | -------------- |
| Royaume-Uni (BPI)                     | Argent        | 250 000^       |
| ^Mise en rayon selon la certification |               |                |